# Eddie Colquhoun
Pour les articles homonymes, voir Colquhoun.
Edmund Peter Skirving Colquhoun, couramment appelé Eddie Colquhoun, est un footballeur international écossais, né le 29 mars 1945, à Prestonpans, East Lothian et mort le 16 avril 2023. Évoluant au poste de défenseur, il est particulièrement connu pour ses saisons à Sheffield United.
Il compte 9 sélections en équipe d'Écosse.

## Biographie

### Carrière en club
Natif de Prestonpans, East Lothian, il commence à jouer à Bury puis à West Bromwich Albion (où il remportera la FA Cup sans toutefois jouer la finale), avant de signer à Sheffield United en 1968, dans un transfert d'un montant de 27.500£. Il y restera 10 saisons, y devint capitaine et y remporta la promotion en première division à la suite de la saison 1970-71.
Il effectue un total de 416 matches officiels avec Sheffield United (dont 363 en championnat pour 21 buts). 

### Carrière internationale
Eddie Colquhoun reçoit 9 sélections en faveur de l'équipe d'Écosse. Il joue son premier match le 13 octobre 1971, pour une victoire 2-1, à l'Hampden Park de Glasgow, contre le Portugal en éliminatoires de l'Euro 1972. Il reçoit sa dernière sélection le 14 février 1973, pour une défaite 0-5, à l'Hampden Park de Glasgow, contre l'Angleterre en match amical. Il n'inscrit aucun but lors de ses 9 sélections.
Il participe avec l'Écosse aux éliminatoires de la Coupe du monde 1974, à ceux de l'Euro 1972 et à la Coupe de l'Indépendance du Brésil.

## Palmarès
- West Bromwich Albion :
  - Vainqueur de la FA Cup en 1968
  - Finaliste de la Coupe de la Ligue anglaise en 1967

- Sheffield United :
  - Vice-champion de deuxième division en 1970-71

- Detroit Express (en) :
  - Champion de la Division Centrale de l'American Conference en 1978